# آمالی بروون
آمالی بروون (زاده ۶ ژانویه ۱۹۸۵) یک موسیقی‌دان، بازیگر و مدل دانمارکی است. او رهبر پروژه تک نفره بلک متال میرکور و خواننده سابق گروه پاپ مستقل Ex Cops است که از سال ۲۰۱۱ تا ۲۰۱۴ فعال بود.
بروون دختر مایکل بروون خواننده، ترانه‌سرا، گیتاریست و تهیه‌کننده دانمارکی است و دو برادر به نام‌های ویلیام و جوناس دارد.
در سال ۲۰۱۸، بروون با درامر آمریکایی و مربی شخصی کیت آبرامی، که به خاطر نواختن درام در گروه‌های دث متال Artificial Brain و Shredded شناخته می‌شود، ازدواج کرد. در ۴ می ۲۰۱۹، بروون از طریق اینستاگرام اعلام کرد که در انتظار اولین فرزندش است. بروون در ۲۱ سپتامبر ۲۰۱۹ پسرش اتو را به دنیا آورد
بروون قبلاً با برایان هاردینگ، نیمه دیگر دو نفره پاپ مستقل Ex Cops در ارتباط بود.

## آهنگ‌شناسی
- آمالی بروون (۲۰۰۶)
- گربه خانگی (EP) (2008)
- شاخه‌ها (EP) (2010)
- Crush (EP) (2012)
- توهمات واقعی (LP) (2013)
- Daggers (LP) (2014)
- Myrkur (EP) (2014)
- M (2015)
- مقبره (آلبوم زنده) (۲۰۱۶)
- ماریدت (۲۰۱۷)
- فولکسینج (۲۰۲۰)
- راگناروک: موسیقی متن اصلی (۲۰۲۳)
- ستون فقرات (۲۰۲۳)